# Беттан
Бетта́н (фр. Bettant) — коммуна во Франции, находится в регионе Рона-Альпы. Департамент коммуны — Эн. Входит в состав кантона Амберьё-ан-Бюже. Округ коммуны — Белле.
Код коммуны — 01041.

## Население
Население коммуны на 2010 год составляло 724 человека.
| 1962 | 1968 | 1975 | 1982 | 1990 | 1999 | 2010 |
| ---- | ---- | ---- | ---- | ---- | ---- | ---- |
| 545  | 567  | 586  | 594  | 703  | 685  | 724  |